# Jan Zátorský
Jan Zátorský (* 25. června 1957, Střítež nad Bečvou, umělecké jméno Jan Zatorsky) je český reportážní fotograf. V 90. letech 20. století zastával vysoké funkce na Federálním ministerstvu vnitra ČSFR, Ministerstvu vnitra ČR a na Policejním prezidiu.

## Studia a život před rokem 1989
Zátorský se narodil a vyrůstal v rodině evangelického faráře ve valašské obci Střítež nad Bečvou. Původně byl přijat na lékařskou fakultu Univerzity Palackého v Olomouci, kvůli zaměstnání jeho otce však musel přejít na technický obor. Po roční vojenské službě v Trebišově nastoupil do podniku Optimit Odry jako technolog výroby sportovních míčů. Později pracoval v Československé akademii věd v oboru optických vláken.

## Ministerstvo vnitra, policejní prezidium
Po sametové revoluci uvažoval o práci reportéra v Lidových novinách, nakonec však přijal zaměstnání na federálním a později českém ministerstvu vnitra. Mezi roky 1993–1998 Zátorský zastával funkci druhého nejvyššího důstojníka Policie ČR - prvního náměstka policejního prezidenta (sloužil pod Stanislavem Novotným a Oldřichem Tomáškem). Od října 1994 do ledna 1995 dočasně řídil policii místo odvolaného Stanislava Novotného.

## Fotbalový svaz, UEFA
Po odchodu z policejního prezidia v roce 1998 byl organizačním ředitelem Českomoravského fotbalového svazu a venue directorem UEFA.

## Reportážní fotograf
Od roku 2000 byl fotografem časopisu Týden. O dva roky později se stal vedoucím fotografů vydavatelství Mediacop (Týden, Instinkt, Nedělní svět). Od roku 2008 je vedoucím fotografického oddělení Lidových novin. V soutěži Czech Press Photo získal řadu ocenění.

## Rodina
Na vysoké škole se seznámil se svou ženou, se kterou má dva syny – mj. reportéra MF Dnes Jana Zátorského, autora známého snímku Paroubkovy rybičky.